# 逐出伊甸园

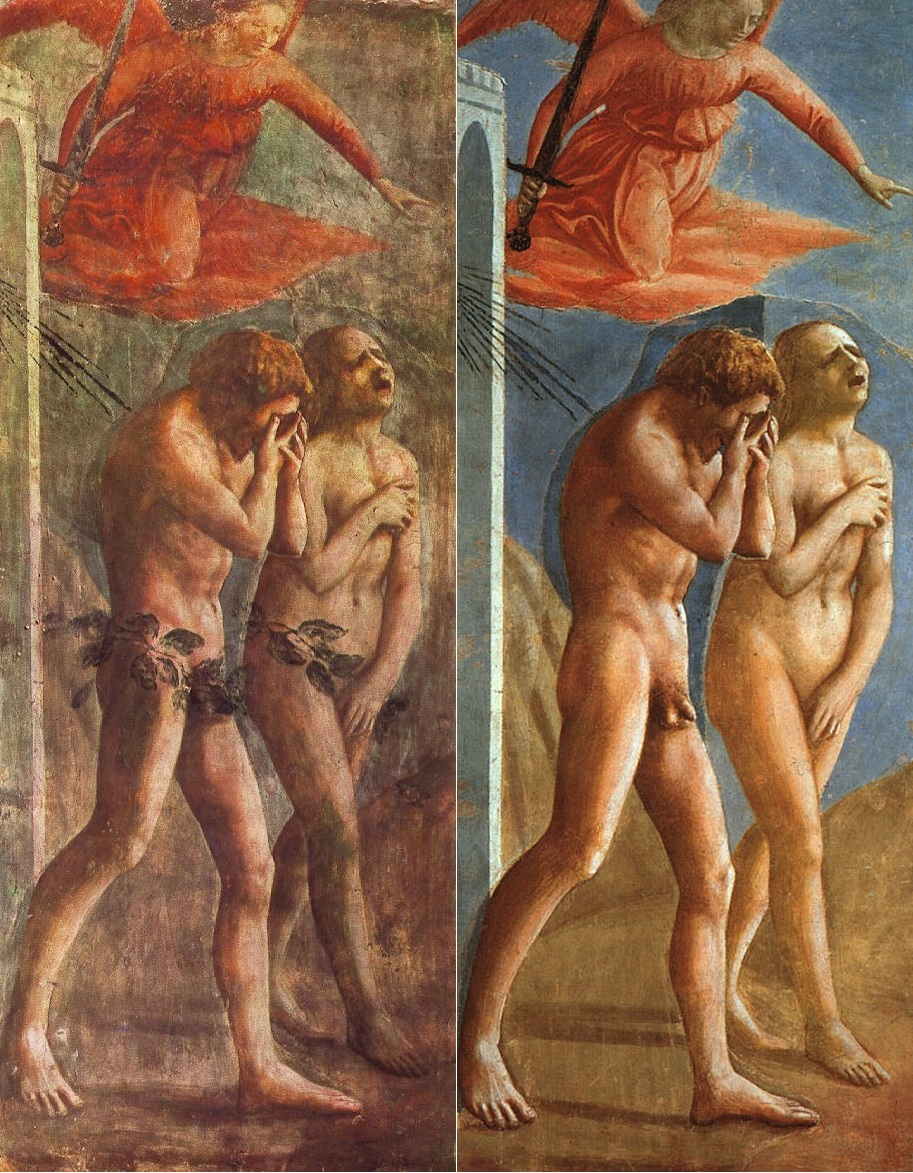
《逐出伊甸园》，右图是经过清理复原的，遮羞的无花果叶是后人加上去的。

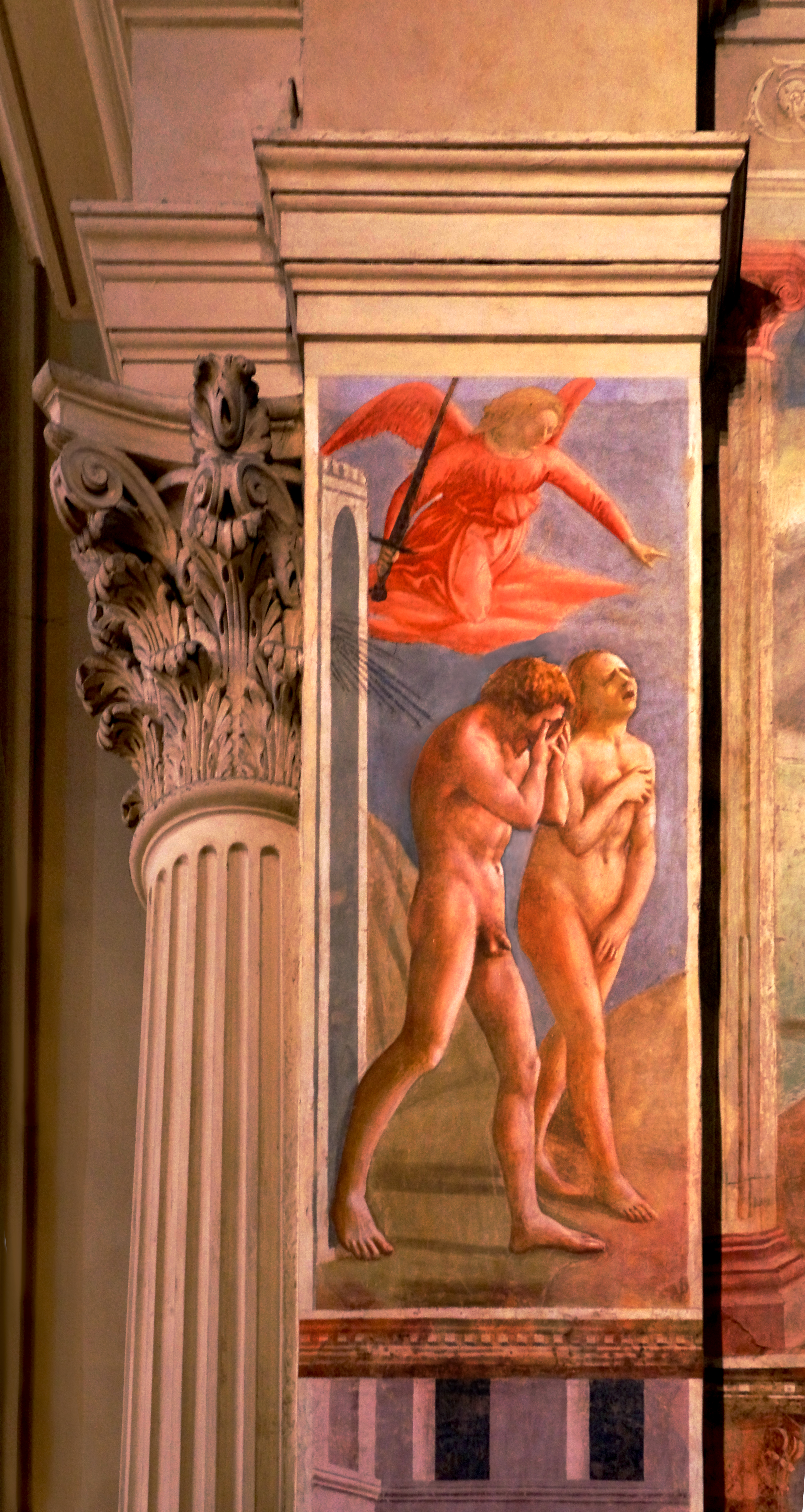

《逐出伊甸园》（意大利语：Cacciata dei progenitori dall'Eden）是意大利文艺复兴初期的艺术家马萨乔于1425年创作的一幅湿壁画，为佛罗伦萨圣母圣衣圣殿内布兰卡契小堂的壁画的一个场景。该作品描绘的是《创世纪》第三章亚当与夏娃因为偷食禁果惹怒上帝而被逐出伊甸园的故事，但与《圣经》记述的场面略有出入。

## 历史

### 创作和修改
马萨乔据称从多处艺术作品汲取创作《逐出伊甸园》的灵感。例如亚当的形象可能就来自希腊神话人物玛尔叙阿斯（Marsyas）的多组雕像，以及多纳泰罗（Donatello）雕刻的耶稣受难像。而根据分析，夏娃的原型或许是裸体维纳斯，比如乔瓦尼·皮萨诺（Giovanni Pisano）的一尊维纳斯雕像。
壁画完成3个世纪后，美第奇家族的科西莫三世（Cosimo III）为了令其与当下的装饰理念相符，下令用无花果叶子将人物的阴部遮盖。1980年修复壁画时，这些装饰最终被移除，原画得以重见天日。

### 后世影响
马萨乔为文艺复兴时期的著名艺术家米开朗琪罗提供了极大的灵感。这是因为米开朗琪罗的老师多梅尼科·吉兰达伊奥（Domenico Ghirlandaio）在创作宗教艺术品时几乎完全参考马萨乔的作品。吉兰达伊奥也热衷于模仿马萨乔的设计。因而，米开朗琪罗为西斯廷礼拜堂屋顶绘制《人类的堕落》和《逐出伊甸园》延续了马萨乔的风格。

## 艺术价值
马萨乔的画与《圣经》记载的故事场面存在以下出入：
第一，为增加戏剧性，马萨乔令亚当和夏娃全身赤裸。《创世纪》3:21（詹姆斯一世钦定本）记载：“上帝为亚当和夏娃创造了皮衣，用以蔽体。”
第二，画中只出现了一个天使。《创世纪》3:24记载：“所以上帝逐出了亚当，并在伊甸园东边的门口安排了两个天使。”（英语中‘天使’原文为‘Cherubims’，而-im这一后缀在希伯来语中代表复数形式，又与英语中表复数的词缀s结合）
第三，画中伊甸园的拱门并未记述在《圣经》中。
然而，因为艺术家们常常遵循画室传统，他们会借鉴之前的画作，同时吸纳其他艺术家的表达方式和创意进自己的作品。所以，严格以文本作为参考标准而对艺术品进行评价的做法往往欠妥。如果作品本身能够展现《圣经》场景，即可被视作成功。
马萨乔成功刻画了夏娃的咆哮，间而表达了放逐带来的极度痛苦。这是以往的艺术家所没有捕捉到的，因而是画家本人非常独到的理解。